# أوستن باسيس
أوستن باسيس (بالإنجليزية: Austin Basis)‏ مواليد 14 سبتمبر 1976 في بروكلين، نيويورك، هو ممثل أمريكي بدأ مسيرته الفنية عام 2002.

## الأعمال
- جيه إدغار
- إن سي آي إس
- اكبح حماسك
- خارق للطبيعة
- حياة غير متوقعة
- غريز أناتومي

## وصلات خارجية
- أوستن باسيس على موقع IMDb (الإنجليزية)
- أوستن باسيس على موقع قاعدة بيانات الفيلم (الإنجليزية)